# 아모르시토 코라손
《아모르시토 코라손》(스페인어: Amorcito corazón)은 2011년 방영된 멕시코의 텔레노벨라이다.